# Pohjainvesi
Pohjainvesi är en sjö i Finland. Det är en nordlig utlöpare av Konnevesi.  Den ligger i Vesanto kommun i landskapet Norra Savolax, i den centrala delen av landet, 300 km norr om huvudstaden Helsingfors. Pohjainvesi ligger 98 meter över havet. Arean är 3,6 kvadratkilometer. I omgivningarna runt Pohjainvesi växer i huvudsak blandskog. Den sträcker sig 4,2 kilometer i nord-sydlig riktning, och 2,7 kilometer i öst-västlig riktning.
I Pohjainvesi finns bland annat följande öar:
- Korppinen
- Nuottasaari
- Manninen
- Päähinen
- Kotaluoto